# Barro de Arriba (La Coruña)
Barro de Arriba (en gallego y oficialmente, O Barro de Arriba) es una aldea española situada en la parroquia de Barro, del municipio de La Baña, en la provincia de La Coruña, Galicia.

## Demografía
| Gráfica de evolución demográfica de Barro de Arriba entre 2000 y 2018 |
|                                                                       |
| Datos según el nomenclátor publicado por el INE.                      |